# Ḩarīmābād
Ḩarīmābād (persiska: حریم آباد) är en ort i Iran.   Den ligger i provinsen Khorasan, i den nordöstra delen av landet, 700 km öster om huvudstaden Teheran. Ḩarīmābād ligger 1 422 meter över havet och antalet invånare är 284.
Terrängen runt Ḩarīmābād är varierad.Runt Ḩarīmābād är det ganska tätbefolkat, med 56 invånare per kvadratkilometer. Närmaste större samhälle är Darrūd, 3,2 km norr om Ḩarīmābād. Omgivningarna runt Ḩarīmābād är i huvudsak ett öppet busklandskap.